# Pjesme u tmini
Pjesme u tmini, zbirka pjesama Miroslava Krleže objavljena 1937. u Zagrebu (DMK BNP). 

## Opis
To je posljednja Krležina zbirka s izvornim lirskim tekstovima. Ipak, dijelom se i ona sastoji od već prije objavljenih pjesama: u njezin je sastav ušla većina naslova iz Knjige pjesama (1931.). Pjesme u tmini najopsežnija su Krležina originalna zbirka: 137 pjesama (ili 120, ako se ciklus U predvečerje, koji obuhvaća osamnaest tematski povezanih nenaslovljenih dijelova, shvati kao cjelovita poema). Pjesme su raspoređene u cikluse: O bijedi, O vremenu i o smrti, O snovima, o samoćama i o mjesečini, U predvečerje, Nad otvorenim grobovima, Pjesme na livadi u lipnju, Ranjavi motivi, Jedanaest lirskih motiva u prozi. U zadnjoj Krležinoj redakciji vlastitoga lirskog opusa (Poezija, Zagreb 1969.). 
Pjesme u tmini su bez ciklusa Pjesme na livadi u lipnju, a ciklus pjesama u prozi, kojem je dodan sastavak Žene na kiši, nosi naslov Lirski motivi u prozi. U razvoju Krležine lirske umjetnosti Pjesme u tmini ne znače novi stupanj, nego potvrdu poetike uspostavljene u Knjizi pjesama. Zapravo, zbirka se može shvatiti kao proširenje Knjige pjesama, koja i faktički tvori njezinu jezgru.
U Knjizi pjesama Krleža je najavio povratak nekim tradicionalnim pjesničkim tehnikama: slobodni stih približio je metrima naše akcenatske verzifikacije, uveo je strofu i uredne srokovne sheme, veću pozornost pridao je kompoziciji pjesme. Približio se i nekim književnim strujama ili tradicijama koje podrazumijevaju služenje izražajnim sredstvima konzervativnijima od onih kakva određuju habitus njegove mladenačke odn. »ratne« lirike: s jedne je strane prihvatio izazove suvremene socijalne književnosti, a s druge je regredirao na pozicije bliske predavangardnom europskom esteticizmu. 
Tekstovi kojima Pjesme u tmini proširuju Knjigu pjesama odnose se prema tim u biti regresivnim »inovacijama« pozitivno. S obzirom na Knjigu pjesama, gdje prevlađuje socijalna lirika, posebno je ojačala artističko-esteticistička tendencija. Pjesme u tmini donose, doduše, priličan broj novih socijalnih motiva, ali među njihovim novim sadržajima prevlađuju tekstovi u stilu simbolističke ili impresionističke lirike. Jasnije nego u Knjizi pjesama naslućuju se uzori nad kojima se moglo rasplamsati Krležino kasno oduševljenje predavangardnim lirskim stilovima (Rilke iz faze Slikovnice i Novih pjesama, Matoš, eventualno i Cesarićeva tradicionalistička lirika), a stječe se i potpuniji uvid u tematske raspone i umjetničke mogućnosti Krležine esteticističke inspiracije. Zapaža se, npr., njegova iznimna sposobnost da poetizira predmetne pojedinosti iz rekvizitarija kasnograđanskoga društvenog života, javnoga ili privatnoga (umjetnička djela, proizvodi umjetničkoga obrta, prizori s kazališne ili baletne pozornice), također i stalno isticanje smrti i propadanja kao naličja esteticističke motivike: ormar iz Pjesme starinskoga ormara čeka »brutalnu snagu konačne sjekire«, u Hotelskoj sobi motivu »zlatnih okvira« suprotstavljaju se »polutruli trag« i »gnjile rane« nekadašnjih hotelskih gostiju, u pjesmi O brzoj prolaznosti bogatstva slikama baroknoga luksuza kontrapunktira misao na »tužnu stazu do kišnoga groba«.
Pjesme u tmini obogaćuju dotadašnju Krležinu liriku i formom pjesme u prozi. Zbirka završava ciklusom Jedanaest lirskih motiva u prozi. S obzirom na položaj među pravom, nepjesničkom prozom i poezijom, Krležini se poetski prozni sastavci međusobno prilično razlikuju. Neki od njih (Čežnja, Nemir) doimlju se poput nizova autentično poetskih motiva prebačenih u linearni prozni diskurz. Neki se pak čine bliži Krležinoj nepjesničkoj prozi, fikcionalnoj ili esejističkoj: Lirska varijacija o jesenjem sutonu, npr., vrvi žanr-sličicama iz urbanoga života na kakve se često nailazi među rubnim motivima autorovih romanesknih ili novelističkih tekstova. Motivi u prozi razlikuju se također po stupnju i načinu poetizacije proznoga kazivanja. Negdje se ono samo na motivskoj razini obogaćuje primjesom lirskoga, a negdje poetski način kazivanja postaje svojstvom i njegove zvukovne površine (npr. elipse iz uvodnih rečenica Nemira). Ni u jednom se, međutim, sastavku iz ciklusa ne zamjećuju pokušaji ritmizacije proznoga diskurza.
Svim vrstama lirskih tekstova tipičnima za Pjesme u tmini zajednička je usmjerenost prema temama iz zatvorenoga svijeta društvenih odnosa i osamljenoga pojedinca, odn. iz tipičnih prostora toga svijeta (grad, soba, ljudska intima). Motivi iz svijeta prirode, drukčije nego u Krležinim mladenačkim pjesmama, pojavljuju se samo povremeno. Kadšto se i oni promatraju u esteticističkom ključu, što znači da se svode na estetičku atrakciju i ontološki poravnavaju s predmetima iz svijeta građanskoga luksuza. Primjer su za to more iz Bonace u predvečerje estetizirano precioznom metaforikom (»More ko žena miče pločice svojih dragulja, / u sjeni jedra čipkastu pjenu plete.«) ili naturističke minijature iz Mjesečine u krčmi (»o srni što se jutros gledala / u odrazu biljurnog ogledala /.../ o ribljem srebru sitog ribolova«). 
Relativno se rijetko, međutim, svijet prirode pojavljuje u liku pozitivne antiteze svijetu kulture i povijesti, u kojem ga često zazivlje rana Krležina poezija (napose Simfonije). 
Neke pjesme iz Pjesama u tmini (npr. Zima na odlasku i poema U predvečerje) daju, štoviše, naslutiti da je kasnom Krleži pred očima lebdjela vizija pomirenja dvaju svjetova ili čak ideja svladavanja bitnih sila prirode dostignućima industrijske revolucije.
Indikativna je u tom smislu slika prešutnoga sklada između nokturalnoga gradskog pejsaža i kozmičkoga događanja u Zimi na odlasku (»S grmljavinom noćnih vlakova, / uz maglen muk, u suknu mrakova, / putuje zima noćas k južnim zvijezdama.«), koja podrazumijeva neutralizaciju stare Krležine antiteze priroda - povijest. 
U poemi U predvečerje K., kroz pohvalu »tvorničkom dimnjaku« i »kretnjama stroja«, široko poetizira viziju industrijske civilizacije kao sredstva kojim će čovjek otvoriti uvid u istinu postojanja (»stroj gleda na stvari kakve stvari jesu«), zagospodariti svojim planetarnim obitavalištem (»čovjek [će] presaditi zemlju u staklenu baštu«) i ući sa svojim planetom u harmoniju svemirskoga poretka (»nad pojasima neba, Blizanaca, Vage, / Zemlja zvoni napjev zanosa i snage. /.../U ažurnom biljuru neba, u modrom moru večeri / blistaju stakla zemlje ko gorući glečeri«). 
Premda je u svojoj idejnoj osnovi daleka današnjem čitatelju i razumljiva samo uz uvjet uživljavanja u mitologizaciju stroja i radnika u rasponu od Druge internacionale do totalitarnih ideologija međuratnoga vremena (podjednako lijevih i desnih), Krležina vizija industrijskim radom posredovana sklada između povijesti i prirode jedan je od najzanimljivijih i, u svjetonazornom pogledu, najambicioznijih sadržaja Pjesama u tmini.